# Robert Gbian
Robert Gbian, né le 27 novembre 1952 à Ina, au Bénin, est un militaire et homme d'État béninois.

## Biographie
Robert Gbian est né à Ina, dans la commune béninoise de Bembéréké (département du Borgou). Il est marié et père de cinq enfants. Il fait sa scolarité à Bembéréké puis ses études secondaires au lycée Mathieu-Bouké de Parakou et au lycée technique Coulibaly de Cotonou. Après avoir obtenu le baccalauréat D, Robert Gbian intègre l'université nationale du Bénin et obtient le diplôme universitaire d'économie générale (DUEG) en 1976, puis est incorporé dans les Forces armées béninoises le 15 février 1977, démarrant ainsi sa carrière militaire. Il poursuit ses études en France et obtient le brevet technique d’études administratives militaires supérieures à l’école d'enseignement militaire supérieur de deuxième degré en 1989.

## Carrière militaire et politique
Le 1er octobre 1981, il obtient le grade de sous-lieutenant des Forces de défense nationale, de lieutenant le 22 août 1985 puis est nommé intendant général de brigade, le 1er juillet 2007.
Le 3 mai 2006, il devient directeur du cabinet militaire du président de la République, Thomas Boni Yayi. Ce dernier le nomme président de la Commission nationale de lutte contre la prolifération des armes légères, le 8 avril 2008.
Le 25 mars 2012, il est promu au grade de commandeur de l'ordre national du Bénin pour services rendus à la nation. Le 1er juin 2014, il reçoit le trophée du leadership africain, décerné par l’organisation non gouvernementale dénommée LAAFA (Leadership Award for African Achievers).
Tête de liste pour l'Alliance Soleil dans la 7e circonscription lors des élections législatives de 2015, Robert Gbian est élu député. Le 20 mai 2015, il est élu deuxième vice-président de l'Assemblée nationale.

### Présidentielles 2016
Ayant pris sa retraite en avril 2012, Robert Gbian est pressenti comme candidat à l'élection présidentielle de 2016, et soutenu par la jeunesse béninoise septentrionale ; les autres candidats sont Pascal Koupaki, Nassirou Bako-Arifari et Marcel Alain de Souza.

## Décorations
- Chevalier de l'ordre du Mérite du Bénin (1994)[14].
- Officier de l'ordre du Mérite du Bénin (2002)[15].
- Commandeur de l'ordre national du Bénin.